# Apostasia wallichii
Apostasia wallichii ist eine Art aus der Gattung Apostasia und gehört somit zur Familie der Orchideen (Orchidaceae). Die bis zu 1 Meter hohen krautigen Pflanzen kommen in einem weiten Areal im tropischen Südostasien vor.

## Beschreibung

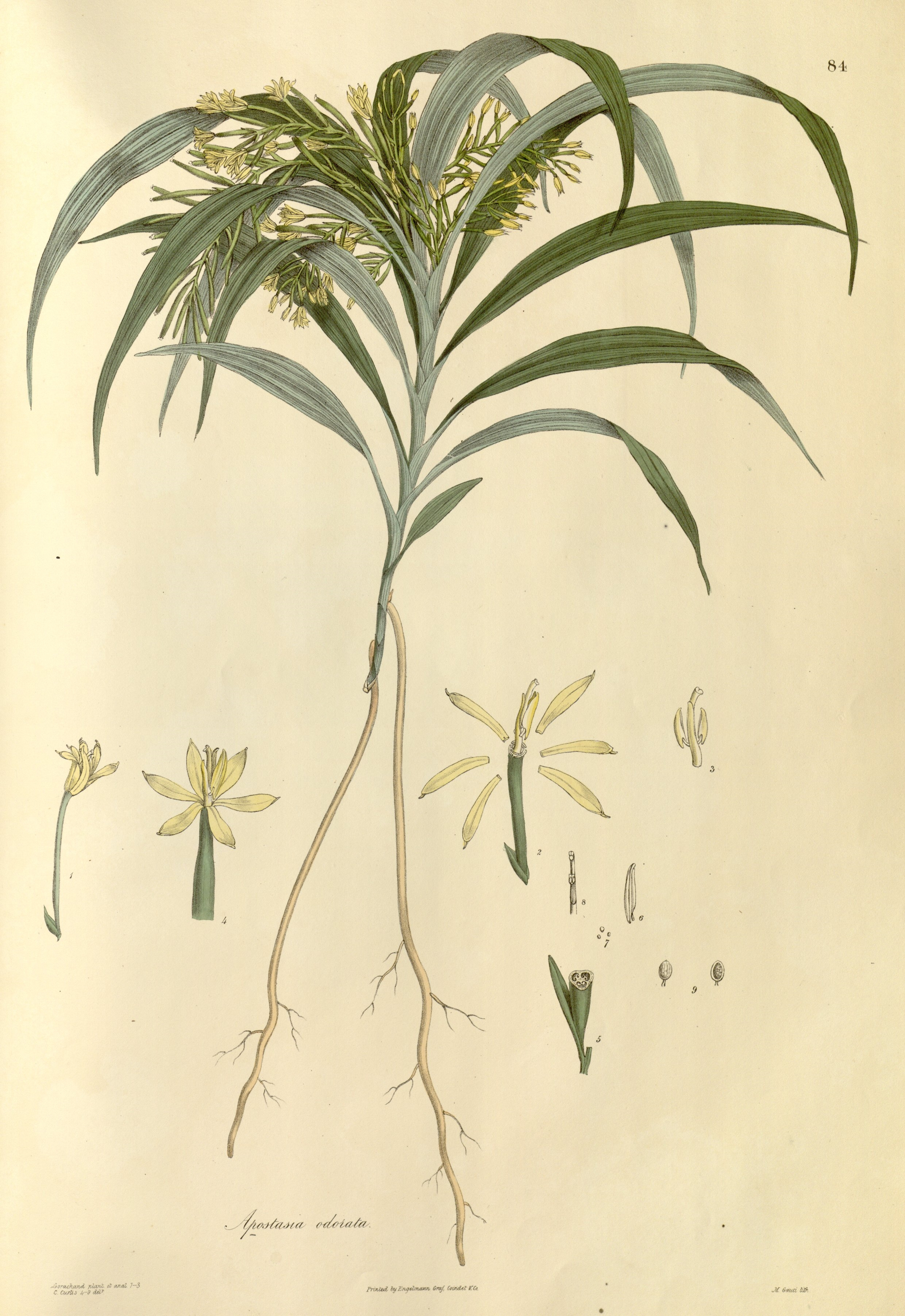
Illustration

Durch das große Verbreitungsgebiet bedingt schwanken die Merkmale. Am nördlichen Rand des Areals sind die Pflanzenexemplare kleiner. Auf den Ryūkyū-Inseln vorkommende Exemplare messen nur 5 bis 15 Zentimeter und werden bei manchen Autoren als eigene Art Apostasia nipponica betrachtet. Die oberirdischen Pflanzenteile sind kahl.

### Vegetative Merkmale
Apostasia wallichii wachsen als ausdauernde krautige Pflanzen und erreichen Wuchshöhen von 40 bis zu 1 Meter. Als Überdauerungsorgan bildet sie ein Rhizom von etwa 2 bis 3,5 Millimeter Durchmesser, das von trockenen, 2 bis 10 Millimeter langen Niederblättern umhüllt wird. Die Wurzeln entspringen nicht nur entlang des Rhizoms, sondern auch oberirdisch im Bereich der unteren Laubblätter; sie sind im Durchmesser recht variabel, von 0,5 bis 5 Millimeter.
Die aufsteigenden, unverzweigten, relativ dünnen Sprossachsen tragen die Laubblätter in einer lockeren Rosette. Der Blattgrund läuft keilförmig in einen 1 bis 4 Zentimeter langen Blattstiel zu, der die Sprossachse umfasst und komplett verhüllt. Die einfachen Blattspreiten sind bei einer Länge von 10 bis 50 Zentimetern sowie bei einer Breite von 0,3 bis 2 Zentimeter schmal-lanzettlich. Die Blattspreite enthält 15 bis 60 Längsadern. An der Blattspitze sind die Blattränder zu einer dünnen, bis zu 2 Zentimeter langen, spitzen Röhre zusammengewachsen. Der Blattrand kann sehr fein gezähnt und drüsig sein.

### Generative Merkmale
Die Flora of China 2009 gibt als Blütezeit August an, während de Vogel 1969 über das große Verbreitungsgebiet eine ganzjährige Blütezeit beobachtet hat.
Der Blütenstand erscheint endständig, meist ist er übergeneigt bis herabhängend. Neben der Hauptachse gibt es meist ein bis sechs Nebenachsen, jede trägt aufrechte, nicht resupinierte fünf bis 20 Blüten. Die zwittrige Blüte ist bei einer Länge von 1 bis 2 Zentimetern fast radiärsymmetrische und gelb, selten weißlich. Die Sepalen und Petalen unterscheiden sich kaum, sie sind jeweils 1 Millimeter breit und 4 bis 7 Millimeter lang, dazu kommt noch eine etwa 1 Millimeter lange aufgesetzte Spitze. Die Lippe ist von den anderen Blütenhüllblättern kaum zu unterscheiden, sie wird etwas breiter. Die Säule entsteht aus den am Grund miteinander verwachsenen Staubfäden und Griffel; sie kann gerade oder stark gebogen sein. Es sind zwei fruchtbare Staubblätter und ein unfruchtbares Staminodium vorhanden. Meist überragt der Griffel die Staubblätter, er endet in einer zwei- oder dreilappigen Narbe.
Die Kapselfrucht ist bei einer Länge von 12 bis 25 Millimetern sowie einem Durchmesser von 1,5 bis 2 Millimetern schmal-zylindrisch mit drei Rippen in Längsrichtung. Die reifen Samen sind bei Reife schwarz mit einer harten Samenschale (Testa).

## Ökologie
Apostasia wallichii bildet eine Mykorrhiza mit Pilzen aus Arten der Gattungen Ceratobasidium und Botryobasidium.

## Vorkommen
Apostasia wallichii ist im tropischen Südostasien weit verbreitet. Die nördliche Verbreitungsgrenze läuft vom nordöstlichen Indien bis ins südliche China (nur Hainan sowie Yingjiang im südwestlichen Yunnan). Ein disjunktes, noch weiter nördlich gelegenes Vorkommen liegt auf den japanischen Ryūkyū-Inseln. Südostwärts erstreckt sich das Areal über Hinterindien, Indonesien, die Philippinen bis nach Neuguinea und dem nordöstlichen Australien. Ebenfalls disjunkt liegt ein Areal auf Sri Lanka.
Apostasia wallichii gedeiht in Höhenlagen von meist 250 bis 1200 Metern, ausnahmsweise auch in tieferen Höhenlagen oder in Höhenlagen bis zu 1700 Meter. Die Standorte liegen meist im Schatten immergrüner, feuchter Wälder, manchmal am Rand von Bächen.

## Systematik und Botanische Geschichte
Apostasia wallichii wurde 1830 von Robert Brown erstmals beschrieben. Der Name wallichii ehrt Nathaniel Wallich. Es existieren etliche Synonyme aufgrund der Schwankungsbreite der Merkmale.
Innerhalb der Gattung Apostasia ordnet de Vogel Apostasia wallichii in die Sektion Apostasia ein; diese Pflanzen besitzen im Gegensatz zur Sektion Adactylus ein Staminodium. Apostasia nipponica wurde 1930 von Genkei Masamune beschrieben und 1963 vom selben Autor als Unterart oder Varietät zu Apostasia wallichii gestellt. Während de Vogel Apostasia nipponica in seiner Revision der Gattung 1969 weiterhin als eigenständige Art angesehen wurde, ordnet die „World Checklist of selected plant families“ der Kew Gardens Apostasia nipponica nur als Synonym zu Apostasia wallichii ein- Neuere Untersuchungen der DNA sehen dagegen Apostasia wallichii als näher verwandt mit Apostasia odorata als mit den Pflanzen aus Japan.

## Verwendung
De Vogel berichtet von einer Verwendung als Medizin bei Diabetes in Malaysia.